# Войтыла, Кароль (старший)
Ка́роль Войты́ла (пол. Karol Wojtyła; 18 июля 1879 (27 июля 1879), Липник, Королевство Галиции и Лодомерии — 18 февраля 1941, Краков) — офицер польской армии, отец Кароля Юзефа Войтылы, позже Иоанна Павла II, папы римского, предстоятеля Римско-католической церкви с 1978 по 2005 год.

## Биография

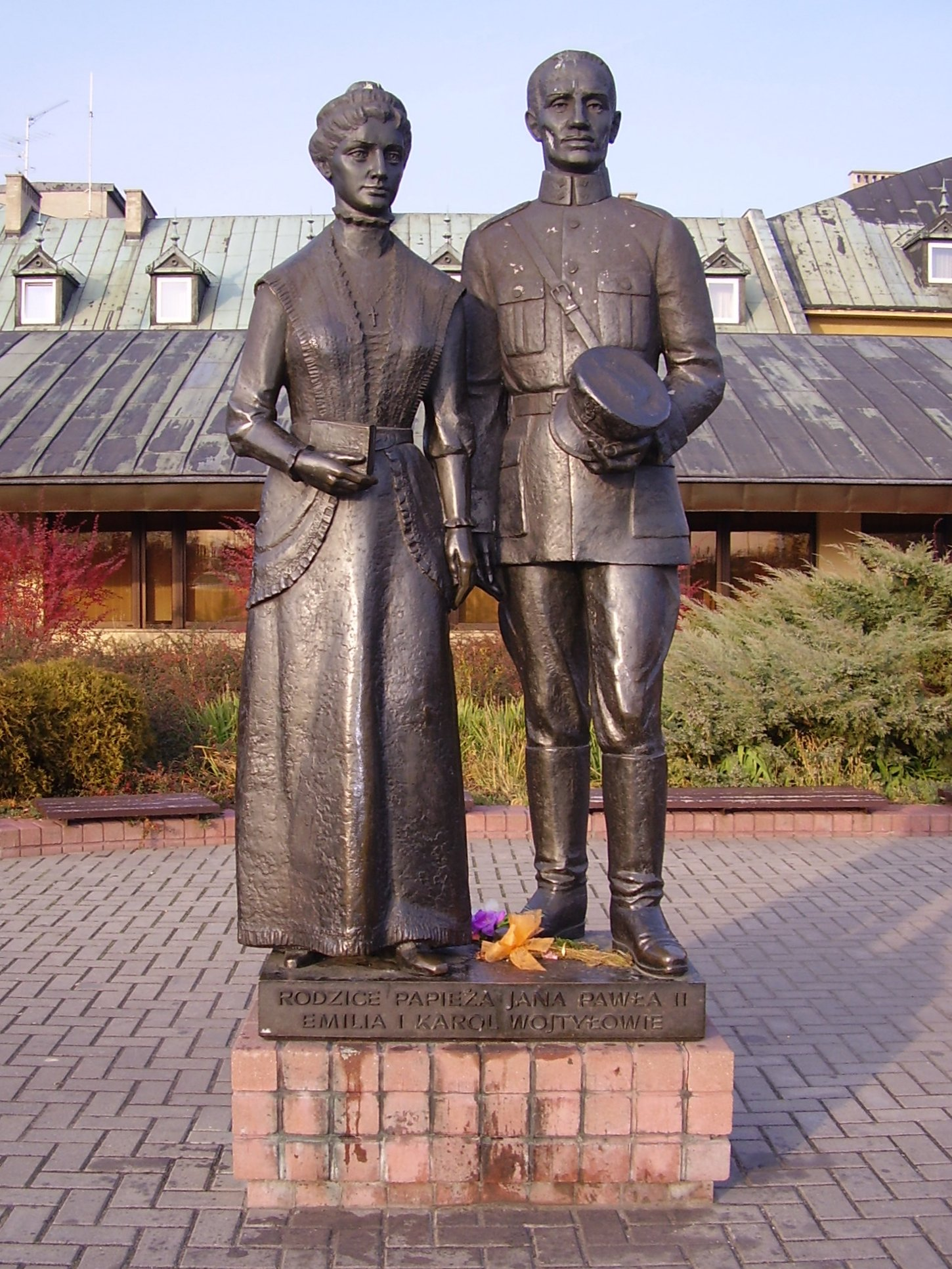
Памятник родителям Иоанна Павла II — Каролю Войтыле и Эмилии Качоровской

Кароль Войтыла родился 18 июля 1879 года в Липнике. Он был сыном польского портного Мацея Войтыла (1852 — 23 сентября 1923) и его первой жены Анны Марианны Пшечек (1853—1881).
Портной из гуралей по происхождению. В 1900 году поступил на службу в императорскую и королевскую австро-венгерскую армию. Во время Первой мировой войны его часть в составе 2-го дивизиона 23-й пехотной бригады был направлен на Восточный фронт, принимал участие в сражениях в Галиции в 1915 году. Весной 1917 года, после Февральской революции в России, когда она фактически вышла из войны, часть Войтылы была переброшена на Итальянский фронт. Летом 1917 года принимал участие в сражениях при Ославье и горе Саботине, затем в звании унтер-офицера служил писарем при штабе III/57-го польского полка, располагавшегося поочерёдно в Карнии, в Пал-Пикколо и на Пьяве. Окончил службу периода Первой мировой войны в звании старшего унтер-офицера, был награждён Железным крестом первого класса.
После обретения Польшей независимости с 1918 года — поручик 12-го пехотного полка, дислоцированного в Вадовице. Участник советско-польской войны (1919—1921).
В 1924—1927 годах служил в штабе округа в Вадовице. После завершения военной карьеры в 1927 году в звании капитана работал чиновником.

## Семья
Около 1904 года женился на Эмилии Качоровской. В их семье родилось трое детей:
- Эдмунд[пол.] (1906—1932), врач в Бельско, заразился от больного скарлатиной и умер в возрасте 26 лет.
- Ольга (умерла при рождении в 1916)
- Кароль Юзеф (1920—2005), папа римский, предстоятель Римско-католической церкви.

В 1938 году, после смерти его жены и сына Эдмунда, переехал из Вадовице с сыном Каролем в Краков, где и умер через три года.
Похоронен на Раковицком кладбище в Кракове.

## Память
- В г. Ченстохова в память о родителях Иоанна Павла II — Кароля Войтылы и Эмилии Качоровской, установлен памятник.